# Prasophyllum odoratum
Prasophyllum odoratum là một loài thực vật có hoa trong họ Lan. Loài này được R.S.Rogers miêu tả khoa học đầu tiên năm 1909.